# Sälliku
Sälliku is een plaats in de Estlandse gemeente Alutaguse, provincie Ida-Virumaa. De plaats heeft de status van dorp (Estisch: küla) en telt 30 inwoners (2021).
Tot in oktober 2017 hoorde Sälliku bij de gemeente Iisaku. In die maand werd Iisaku bij de fusiegemeente Alutaguse gevoegd.